# Geografia della Liberia

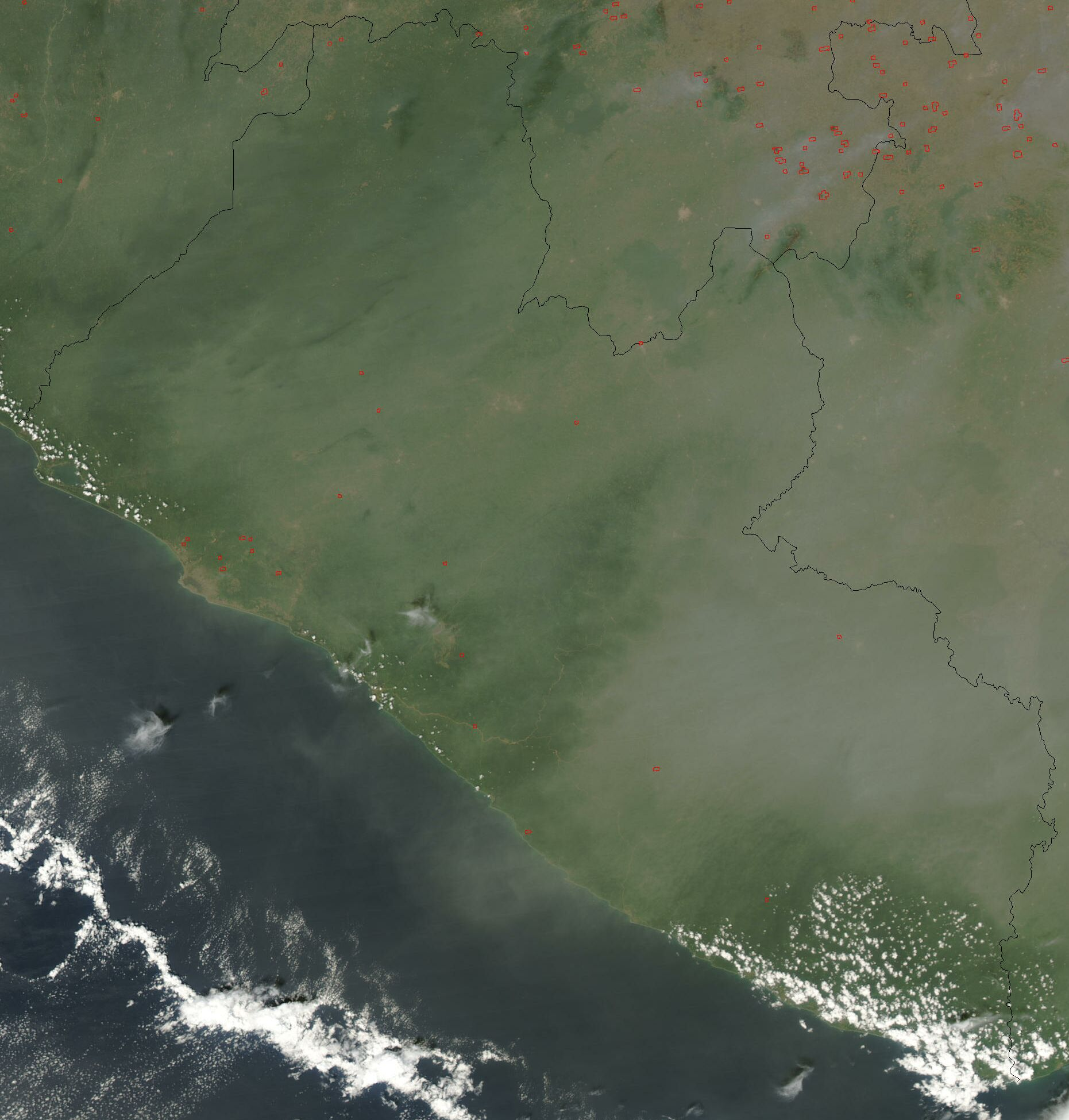
Immagine satellitare del paese

Mappa topografica della Liberia

Posizione della Liberia

Carta climatica della Liberia

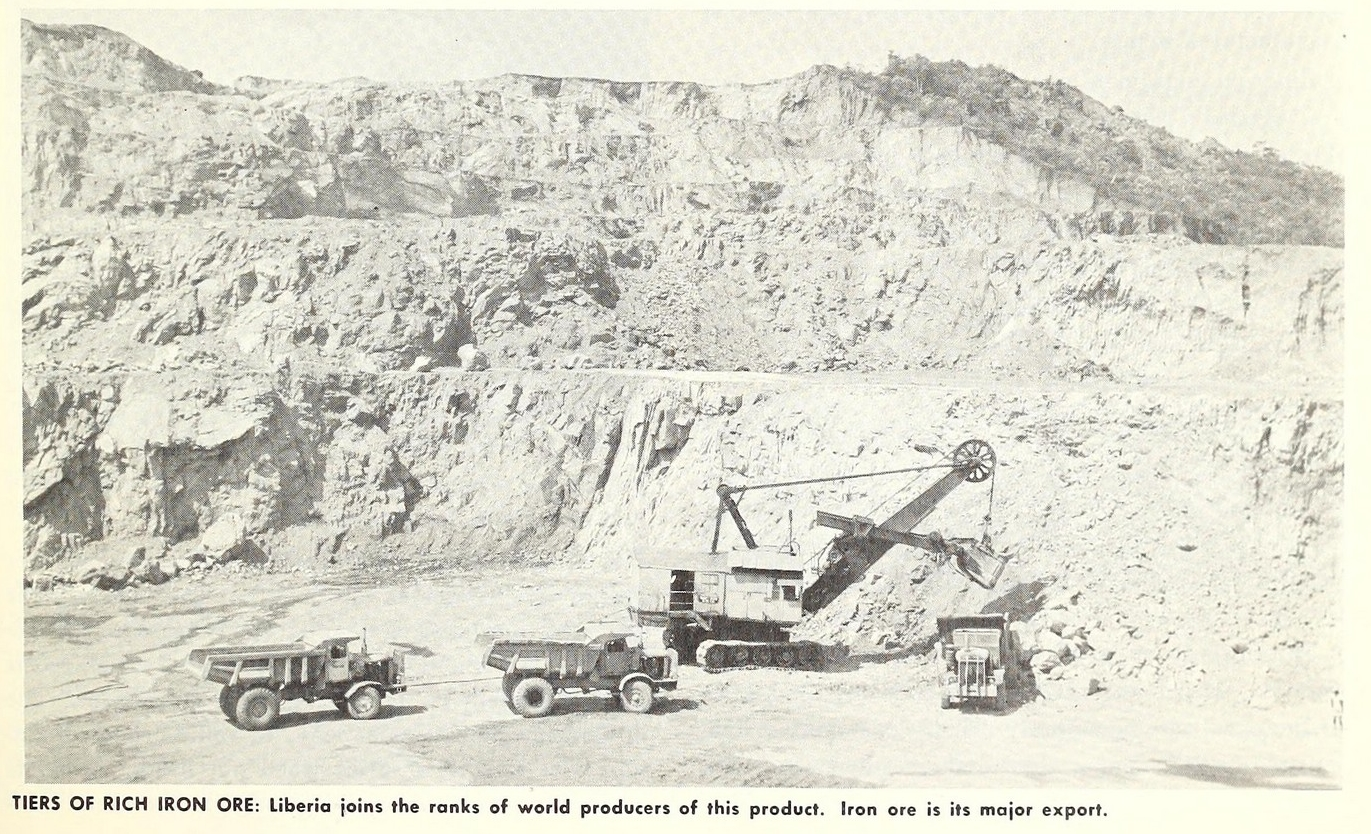
Miniera d'oro nel paese

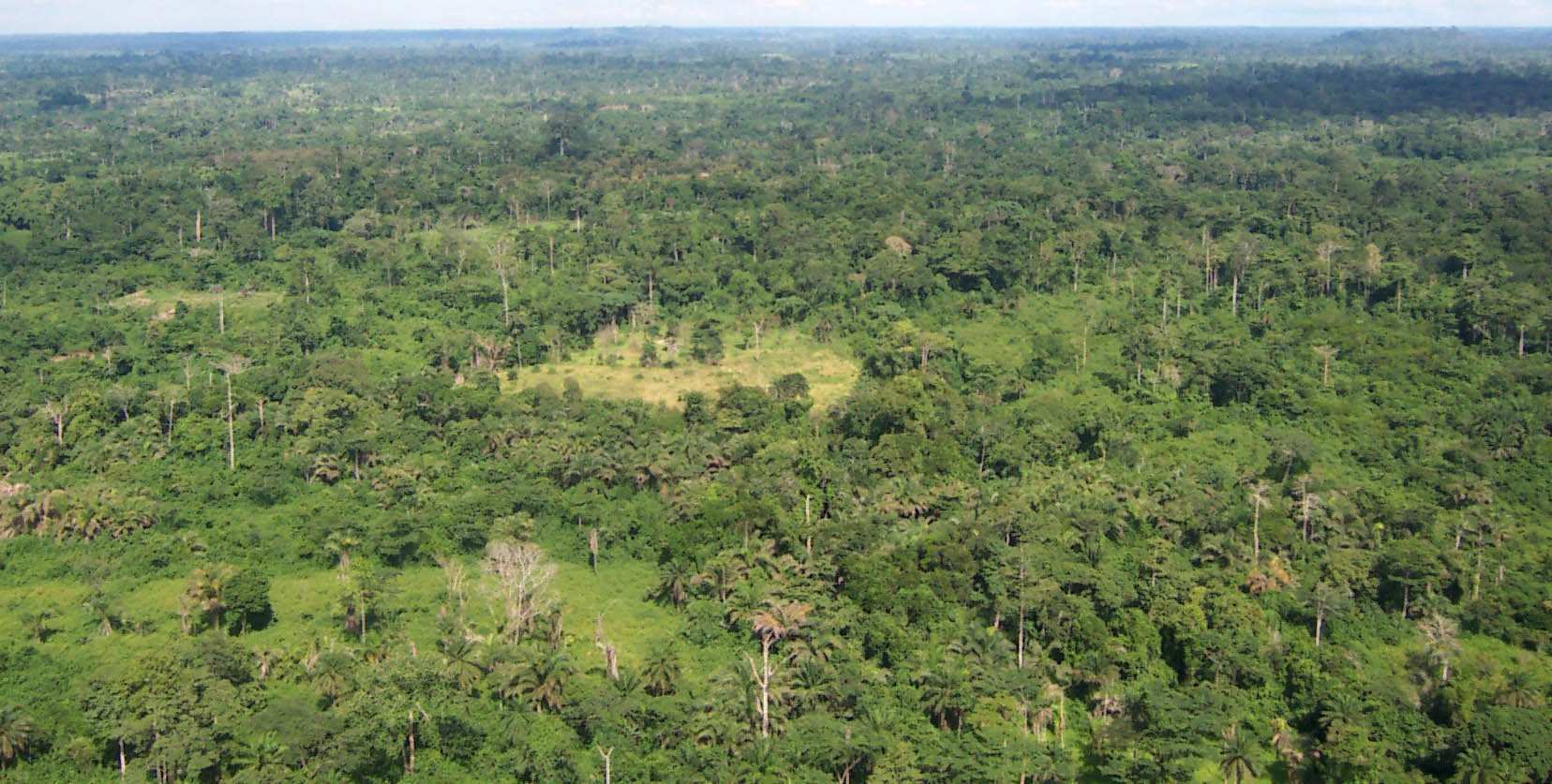
Foresta tropicale liberiana

La Liberia è uno dei più antichi Stati indipendenti dell'Africa. Il suo territorio si estende nella regione guineana ed è compreso tra i meridiani 7°25′ e 11°30′ ovest, affacciandosi all'Oceano Atlantico con una costa che si allunga da sud-est a nord-ovest per circa 550 km. I suoi confini sono in gran parte convenzionali, ma sui lati orientale e occidentale seguono per un certo tratto il corso dei fiumi Douobé e Mano. Le frontiere con la Sierra Leone furono determinate da una convenzione anglo-liberiana del 1855, quelle con i territori ex francesi (Guinea e Costa d'Avorio) da convenzioni di data posteriore. La superficie dello Stato è di 111370 km².
Le origini dello Stato, diversamente dai nuovi Stati africani, non sono il risultato di un'emancipazione delle popolazioni originarie del luogo. Allorché nel 1821 sorse negli Stati Uniti la «Colonization Society» con il fine di riportare in Africa i neri ex schiavi che si trovavano nel territorio degli Stati Uniti, si pensò di scegliere, per accoglierli, una terra dell'Africa occidentale situata nella Guinea settentrionale e nota in Europa fin dall'epoca delle grandi esplorazioni marittime come Costa del Pepe (Grain Coast). Un primo nucleo di schiavi affrancati venne sbarcato nel 1822 nei pressi del Capo Mesurado. Al loro trasporto ed al loro sostentamento iniziale pensò la «Colonization Society». Il pastore protestante R. Gurley battezzò la regione così colonizzata dai propri amministrati, con il nome di Liberia a simboleggiare la libertà dai ceppi della schiavitù raggiunta dagli abitanti della Costa del Pepe. La Liberia si proclamò Stato indipendente, divenendo Repubblica nel 1847.

## Morfologia
Il territorio liberiano è formato essenzialmente da una fascia costiera a cui succede, verso l'interno, una zona di basse colline che gradatamente si eleva fino a superare i 1500 m presso il confine con la Guinea. La pianura costiera ha una larghezza variabile, e si restringe notevolmente nella parte orientale e in quella centrale, dove le colline giungono fino in prossimità del mare. Anche a causa di ciò essa si divide in diverse sezioni, che corrispondono ad altrettanti precisi territori: il Montserrado a ovest, la Grand Bassa al centro, il Sinoe e il Maryland a est.
Le coste liberiane sono piuttosto uniformi e si presentano generalmente basse e piatte. Ma in alcuni punti sono interrotte da affioramenti rocciosi che formano dei piccoli promontori, i principali dei quali sono Capo Mount, Capo Mesurado, Capo Palmas. Le foci dei fiumi sono quasi invariabilmente ostruite da barre sabbiose che ne ostacolano l'accesso. Nel complesso si può dire che la costa è importuosa; essa è anche orlata da una risacca violenta, pericolosa per la navigazione, ed è flagellata, specie nel periodo di transizione tra la stagione piovosa e quella secca, da forti tempeste e sovente, particolarmente di primo mattino, coperta da formazioni nebbiose.
Tutta la fascia costiera è caratterizzata da sedimenti alluvionali e da formazioni risalenti al Terziario marino. Oltre tale fascia, procedendo verso l'interno, il terreno inizia gradualmente ad elevarsi. Si entra qui nella cosiddetta zona intermedia: un ripiano formato da una serie di elevazioni collinose di modica altezza che culminano nei monti Niete (700 m), a nord di Capo Palmas. I terreni arcaici si fanno qui sempre più frequenti con formazioni di graniti, gneiss, scisti cristallini, più o meno soggetti a stratificazione di lateriti. Soltanto nel Settentrione, a nord-est dei Bomi Hills, troviamo formazioni d'epoca primaria, quali quarziti ed arenarie.
Tale zona di transizione prelude al terzo elemento geomorfologico del territorio liberiano: il ciglio dell'altopiano dell'alta Guinea, che si eleva ripido estendendosi ben presto oltre i confini liberiani verso l'interno del territorio guineano. Questo altopiano presenta, entro i confini della Liberia, una modesta elevazione media. Prevalgono sempre più i terreni di costituzione arcaica. L'altitudine cresce però sempre più a mano a mano che ci si inoltra verso l'interno. Le pendici si fanno sempre più ripide ed il rilievo culmina nei monti Nimba (1768 m), che formano lo spigolo sud-orientale della zona guineana del Kouranko che però si estende oltre il territorio politico della Liberia. In complesso il rilievo liberiano si può considerare come la scarpata, parzialmente peneplanata, dell'altopiano guineano.

## Idrografia
L'idrografia della Liberia è legata alla particolare conformazione del suo territorio, che dallo spartiacque del massiccio guineano digrada verso la costa atlantica. I fiumi principali pertanto hanno un corso quasi rettilineo e parallelo tra loro con direzione generale da nord-est a sud-ovest. Scendono dall'altopiano in vallate anguste, profonde, che si aprono in vicinanza della fascia costiera e sono interrotti da frequenti rapide e cascate che ostacolano la navigazione. Il loro regime è caratterizzato da un lungo periodo di piena determinato dalle grandi piogge.
Uno dei principali fiumi liberiani è il Mano, che per i due terzi del suo corso segna il confine tra la Liberia e la Sierra Leone, sfociando a nord-ovest di Robertsport; dalla sua foce inizia ad estendersi la Costa del Pepe. Parallelamente al Mano scorre il Lofa, che attraversa la regione dei Bomi Hills, e più oltre il Saint Paul. Quest'ultimo, che nasce sulle pendici del Pic de Tro, nella Massiccio del Kouranko nella Repubblica di Guinea, è risalibile da battelli per diverse decine di chilometri dalla foce, in prossimità della quale sorge la città di Monrovia. Seguono il Saint Jean, che nasce nella zona dei monti Nimba e sbocca presso il centro di Buchanan, e il Cess che trae origine anch'esso nei monti Nimba, sfociando presso la cittadina di River Cess. L'ultimo importante fiume è il Cavally il quale segna per un tratto del suo corso il confine tra Liberia e Costa d'Avorio, sfociando in prossimità di Capo Palmas a sud-est della città di Harper, dopo aver aggirato il massiccio dei monti Niete. Alla foce del fiume Cavally si fa convenzionalmente terminare la Costa del Pepe ed ha inizio la Costa d'Avorio.

## Clima
Gran parte della Liberia è soggetta alle influenze del clima equatoriale. Le temperature sono determinate essenzialmente dall'alternanza della stagione secca con la stagione piovosa. Durante la prima si raggiungono normalmente medie intorno ai 30-32 °C; nella stagione piovosa la media si aggira invece sui 24-25 °C. Comunque, come si può constatare, si tratta di temperature non eccessive e distribuite con notevole uniformità nel corso dell'anno. Anche l'escursione termica tra il giorno e la notte è minima e si fa sensibile invece procedendo verso l'interno. L'umidità raggiunge sulla fascia costiera valori molto elevati, che si attenuano solo di poco durante la stagione secca e che rendono il clima della Liberia particolarmente pesante per gli stranieri.
La Liberia è una delle regioni più piovose dell'Africa. Le precipitazioni sono distribuite in un periodo di otto mesi, da aprile a novembre. Le piogge cadono però più abbondantemente in estate e sono accompagnate da temporali di eccezionale violenza. Nel corso dell'anno cadono in media, nella regione costiera, intorno a 3000  mm di pioggia, che diminuiscono alquanto nell'interno. La stagione asciutta va da dicembre ad aprile, ed è caratterizzata da un vento caldo di nord-est, l'harmattan, che spira di preferenza nei primi due mesi dell'anno, soprattutto la notte e concorre ad apportare un poco di refrigerio dopo la calura diurna.

## Flora e fauna
La foresta pluviale copre gran parte del territorio liberiano e in particolare tutta la fascia costiera. Essa inizia compatta già a pochi chilometri dalla costa succedendo alle mangrovie che risalgono per buon tratto le foci fluviali. Notevolmente estese sono però le zone dove la foresta risulta degradata dall'uomo o quelle in cui trovano posto le piantagioni di caffè, di palma oleifera, di Hevea, di banani e ananas.
Le essenze della foresta liberiana sono rappresentate da varie specie di mogano e da palme varie, tra cui la Raphia vinifera, che cresce però nelle zone degradate della foresta primaria. Tra le altre piante ricordiamo lo strofanto, il pepe, da cui la costa liberiana (Costa del Pepe) derivò il suo nome. Man mano che si risalgono le pendici che portano all'altopiano, la foresta sempreverde con alberi d'alto fusto e fitto sottobosco si addensa lungo i fiumi (foresta a galleria) inframezzandosi a formazioni di boscaglia ad alberi tropofili e cespugli e, più a nord, a distese di savana ad alberi radi dal fogliame caduco, con ricca copertura di erbe, verdi ed altissime durante le piogge, secche durante la stagione arida.
In passato la foresta pluviale della Liberia abbondava di animali come scimmie, scimpanzé, piccole antilopi, ippopotami pigmei e oritteropi. Tuttavia, questi animali, insieme ai già minacciati elefanti, bufali di foresta e leopardi, sono stati cacciati a scopo alimentare durante la guerra civile; fortunatamente, le loro popolazioni si stanno riprendendo. I rettili sono numerosi: tra questi ricordiamo tre specie di coccodrilli e almeno otto di serpenti velenosi. Vi sono varie specie endemiche di pipistrelli e uccelli; numerosi sono anche scorpioni, lucertole e pesci. Il parco nazionale di Sapo, istituito nel 1983 nel sud-est del paese, è stato ampliato nel 2003 fino a comprendere un'area di circa 1800 km². Gli anni 2000 hanno registrato un'espansione delle aree protette in Liberia, grazie alla creazione o all'ampliamento dei santuari naturali, come la foresta nazionale di Gola, la riserva forestale nazionale di Wonegizi e il lago Piso, e l'ecoturismo è considerato un potenziale settore di crescita per il paese.